# Кононенко Дмитро Олександрович
Дмитр́о Олекс́андрович Конон́енко (23 серпня 1988, Дніпропетровськ) — український шахіст, гросмейстер (2007).

## Біографія
Дмитро Кононенко займається шахами з 1995 року. Спочатку тренувався у Йосифа Мнушкіна, згодом — у Володимира Піменовича Гергеля в ДЮСШ-9.
На дитячому та юнацькому рівнях мав чимало визначних досягнень: став чемпіоном України до 12 років у 1999-му, а також дворазовим чемпіоном країни у віковій категорії до 16 років (2003, 2004). Крім того, здобував бронзові медалі на чемпіонатах України до 14 років (2000) та до 18 років (2005). На міжнародній арені у 2000 році посів 4-те місце на чемпіонаті Європи до 12 років, а в 2003-му здобув срібну медаль у складі збірної України на Всесвітній дитячій Олімпіаді, що проходила в турецькому місті Денізлі.
У дорослому спорті Дмитро також продемонстрував стабільні результати. Він чотириразовий чемпіон Дніпропетровської області з класичних шахів (2003, 2005, 2006, 2007), срібний призер обласного чемпіонату 2004 року, а також дворазовий чемпіон області з бліцу (2010, 2014).
У фінальних турнірах чемпіонату України брав участь упродовж 2002—2008 років, досягши найкращого результату у 2008-му, коли посів 5-те місце.
Кононенко неодноразово виступав у командних чемпіонатах України. У 2009 і 2010 роках виборов срібні медалі в командному заліку, а також здобув індивідуальні нагороди: дві золоті медалі (2008, 2010) і одну срібну (2009) на своїй шахівниці. У складі команди «Рівненські лісові зубри» став срібним призером командного чемпіонату України, набравши 9 очок з 11 можливих на першій шахівниці. Також був призером багатьох всеукраїнських командних турнірів у складі команди ПДМБ.
Міжнародне визнання Дмитро здобув завдяки виступам на фестивалі «Czech Open» у чеському Пардубиці. Він став шестиразовим переможцем традиційного бліцмарафону цього фестивалю (2008—2013), а також переміг у головному турнірі «Czech Open 2011», що вважається найбільшим шаховим фестивалем у Європі.
Серед інших помітних досягнень варто згадати друге місце на міжнародному фестивалі «Дніпропетровська осінь» пам'яті Олександра Мороза (2012), четверте місце на цьому ж турнірі у 2013 році та перемогу в бліцтурнірі. У 2012 році став переможцем великого бліцтурніру в місті Південне за участі провідних гросмейстерів України.

## Турнірні результати

### Чемпіонати України
Дмитро Кононенко зіграв у шести фінальних турнірах чемпіонатів України, набравши загалом 26 очок з 44 можливих (+16-8=20).
| Рік  | Місто       | Турнір                 | + | − | = | Результат | Місце |
| ---- | ----------- | ---------------------- | - | - | - | --------- | ----- |
| 2002 | Алушта      | 71-й чемпіонат України | 5 | 2 | 2 | 6 з 9     | 7—14  |
| 2003 | Сімферополь | 72-й чемпіонат України | 3 | 1 | 5 | 5½ з 9    | 33    |
| 2005 | Рівне       | 74-й чемпіонат України | 2 | 0 | 4 | 4 з 6     | 1/4   |
| 2006 | Полтава     | 75-й чемпіонат України | 0 | 1 | 1 | ½ з 2     | 1/16  |
| 2007 | Харків      | 76-й чемпіонат України | 3 | 3 | 3 | 4½ з 9    | 16    |
| 2008 | Полтава     | 77-й чемпіонат України | 3 | 1 | 5 | 5½ з 9    | 5     |